# Berry-Bouy
Pour les articles homonymes, voir Berry (homonymie) et Bouy.
Berry-Bouy est une commune française située dans le département du Cher en région Centre-Val de Loire.

## Géographie
La commune fait partie du canton de Mehun-sur-Yèvre même après 2015,. Les habitants de Berry-Bouy s’appellent les Berryboïciens.

### Localisation
La commune de Berry-Bouy est située à 10 km de Bourges, 234 km de Paris, 108 km de Orléans, 86 km de Nevers, 88 km de Châteauroux.

### Lieux-dits
Bouy, Maupoux, Presle, Chantelat, Maurepas, Roulon, Fontillet, Montifou, Solas, Launay, Graire, La Motte, Mouron.

### Géologie et relief
La superficie de Berry-Bouy est de 3 087 hectares. Son altitude varie entre 113 mètres et 162 mètres.

### Climat
Pour des articles plus généraux, voir Climat du Centre-Val de Loire et Climat du Cher.
En 2010, le climat de la commune est de type climat océanique dégradé des plaines du Centre et du Nord, selon une étude du CNRS s'appuyant sur une série de données couvrant la période 1971-2000. En 2020, Météo-France publie une typologie des climats de la France métropolitaine dans laquelle la commune est exposée à un climat océanique altéré et est dans la région climatique  Centre et contreforts nord du Massif Central, caractérisée par un air sec en été et un bon ensoleillement. 
Pour la période 1971-2000, la température annuelle moyenne est de 11,4 °C, avec une amplitude thermique annuelle de 15,4 °C. Le cumul annuel moyen de précipitations est de 732 mm, avec 11,2 jours de précipitations en janvier et 7,2 jours en juillet. Pour la période 1991-2020, la température moyenne annuelle observée sur la station météorologique la plus proche, située sur la commune de Bourges à 9 km à vol d'oiseau, est de 12,1 °C et le cumul annuel moyen de précipitations est de 742,7 mm,. Pour l'avenir, les paramètres climatiques de la commune estimés pour 2050 selon différents scénarios d'émission de gaz à effet de serre sont consultables sur un site dédié publié par Météo-France en novembre 2022.

## Urbanisme

### Typologie
Au 1er janvier 2024, Berry-Bouy est catégorisée commune rurale à habitat dispersé, selon la nouvelle grille communale de densité à 7 niveaux définie par l'Insee en 2022.
Elle est située hors unité urbaine. Par ailleurs la commune fait partie de l'aire d'attraction de Bourges, dont elle est une commune de la couronne,. Cette aire, qui regroupe 111 communes, est catégorisée dans les aires de 50 000 à moins de 200 000 habitants,.

### Occupation des sols
L'occupation des sols de la commune, telle qu'elle ressort de la base de données européenne d’occupation biophysique des sols Corine Land Cover (CLC), est marquée par l'importance des territoires agricoles (82,9 % en 2018), une proportion sensiblement équivalente à celle de 1990 (83,4 %). La répartition détaillée en 2018 est la suivante : 
terres arables (64,4 %), prairies (17 %), forêts (14,5 %), zones urbanisées (2,6 %), zones agricoles hétérogènes (1,6 %).
L'évolution de l’occupation des sols de la commune et de ses infrastructures peut être observée sur les différentes représentations cartographiques du territoire : la carte de Cassini (XVIIIe siècle), la carte d'état-major (1820-1866) et les cartes ou photos aériennes de l'IGN pour la période actuelle (1950 à aujourd'hui).

### Risques majeurs
Le territoire de la commune de Berry-Bouy est vulnérable à différents aléas naturels : météorologiques (tempête, orage, neige, grand froid, canicule ou sécheresse), inondations, mouvements de terrains et séisme (sismicité faible). Il est également exposé à un risque technologique,  le transport de matières dangereuses. Un site publié par le BRGM permet d'évaluer simplement et rapidement les risques d'un bien localisé soit par son adresse soit par le numéro de sa parcelle.

#### Risques naturels
Certaines parties du territoire communal sont susceptibles d’être affectées par le risque d’inondation par débordement de cours d'eau, notamment l'Yèvre et l'Annain. La commune a été reconnue en état de catastrophe naturelle au titre des dommages causés par les inondations et coulées de boue survenues en 1982, 1999 et 2016,.

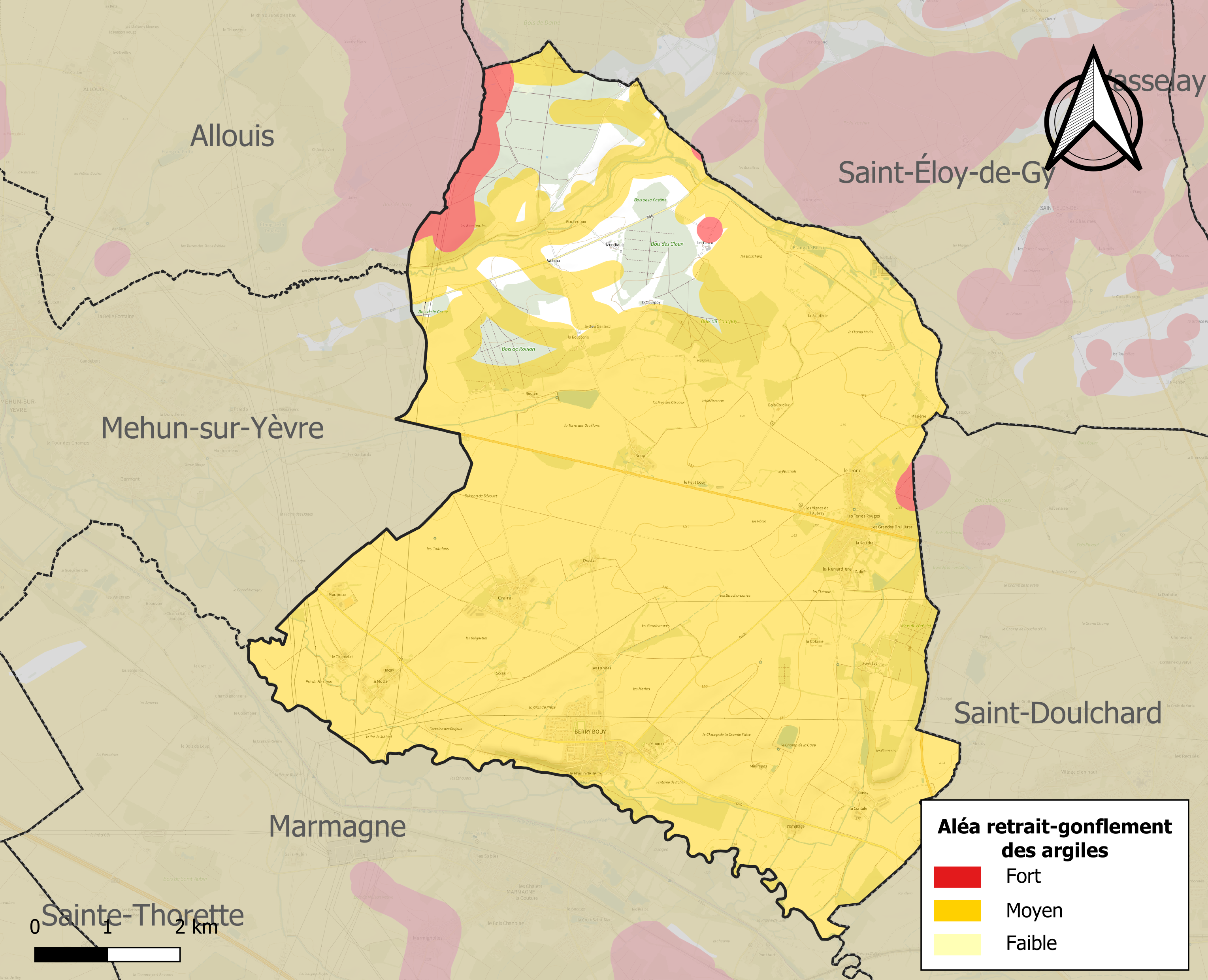
Carte des zones d'aléa retrait-gonflement des sols argileux de Berry-Bouy.

La commune est vulnérable au risque de mouvements de terrains constitué principalement du retrait-gonflement des sols argileux. Cet aléa est susceptible d'engendrer des dommages importants aux bâtiments en cas d’alternance de périodes de sécheresse et de pluie. 92 % de la superficie communale est en aléa moyen ou fort (90 % au niveau départemental et 48,5 % au niveau national). Sur les 543 bâtiments dénombrés sur la commune en 2019, 536 sont en aléa moyen ou fort, soit 99 %, à comparer aux 83 % au niveau départemental et 54 % au niveau national. Une cartographie de l'exposition du territoire national au retrait gonflement des sols argileux est disponible sur le site du BRGM,.
Concernant les mouvements de terrains, la commune a été reconnue en état de catastrophe naturelle au titre des dommages causés par la sécheresse en 1989, 1992, 2002, 2011, 2018 et 2019 et par des mouvements de terrain en 1999.

#### Risques technologiques
Le risque de transport de matières dangereuses sur la commune est lié à sa traversée par des infrastructures routières ou ferroviaires importantes ou la présence d'une canalisation de transport d'hydrocarbures. Un accident se produisant sur de telles infrastructures est en effet susceptible d’avoir des effets graves au bâti ou aux personnes jusqu’à 350 m, selon la nature du matériau transporté. Des dispositions d’urbanisme peuvent être préconisées en conséquence.

## Toponymie
- Berry-Bouy existe depuis le Moyen Âge.
- Berry s’appelait Baracum en 595, puis Bariacum, puis en 1215 Bairi, puis Berry-Marmagne.
- Bouy s’appelait Buxogilum en 856, Boiaco en 1080 puis Bouy en 1246.
- Les deux localités sont réunies en 1841 et la commune se nomme depuis Berry-Bouy.

## Histoire

### Préhistoire
En 1988, on a retrouvé sur la commune de Berry-Bouy, des ossements d’un reptile marin, appelé Plésiosaure. Il aurait vécu il y a cent-cinquante millions d’années. Il se nourrissait de poissons et de tortues, preuve qu’à cette époque du Jurassique la région était recouverte d’un océan. Le plésiosaure est exposé au Muséum de Bourges.

### Histoire contemporaine
La commune s'est appelée « Berry Marmagne » jusqu'en 1841. À cette date, Jean-Baptiste Lubin, maire de Berry-Marmagne depuis 1809, fusionne sa commune avec celle de Bouy pour former « Berry-Bouy ».
Notable berrichon, Jean-Baptiste Lubin était propriétaire de Mouron, La Comtale, Maurepas et Le Petit Launay, soit près de 40 % de la superficie de Berry-Marmagne. Ses fils, Maurice et Charles, son petit-fils Edgard, seront à leur tour maires de Berry-Bouy au XIXe siècle.

## Politique et administration

### Liste des maires
| Période                                  | Période        | Identité                             | Étiquette | Qualité                             |
| ---------------------------------------- | -------------- | ------------------------------------ | --------- | ----------------------------------- |
| Les données manquantes sont à compléter. |                |                                      |           |                                     |
| 1841                                     | 1848           | Jean-Baptiste Lubin                  |           |                                     |
| 1850                                     | juillet 1852   | Maurice Lubin                        |           |                                     |
| juillet 1852                             | septembre 1870 | Charles Lubin                        |           |                                     |
| novembre 1870                            | février 1871   | Fournier                             |           |                                     |
| février 1871                             | juin 1871      | Lafay                                |           |                                     |
| juin 1871                                | 1872           | Charles Lubin                        |           |                                     |
| 1872                                     | 1876           | Jean-François Mativon                |           |                                     |
| 1876                                     | 1883           | Michel de Veillechèze de la Mardière |           |                                     |
| 1883                                     | 1884           | Georges Lafay                        |           |                                     |
| 1884                                     | 1888           | Michel de Veillechèze de la Mardière |           |                                     |
| 1888                                     | 1892           | Edgard Lubin                         |           |                                     |
| 1892                                     | 1900           | Abel Chénon de Léché                 |           |                                     |
| 1900                                     | 1904           | Eugène Lapha                         |           |                                     |
| 1904                                     | 1924           | Abel Chénon de Léché                 |           |                                     |
| 1924                                     | 1944           | Jacques Chénon de Léché              |           |                                     |
| 1944                                     | 1945           | Armand Rambure                       |           |                                     |
| 1945                                     | 1947           | Edmond Mathieu                       |           |                                     |
| 1947                                     | 1957           | Jean Chénon de Léché                 |           |                                     |
| 1957                                     | 1971           | Amédée Archambault de Montfort       |           |                                     |
| 1971                                     | 1989           | Bernard Goin                         |           |                                     |
| 1989                                     | 1995           | Michel Torterat                      |           |                                     |
| 1995                                     | 2001           | Dominique Géraudel                   |           |                                     |
| mars 2001                                | mars 2008      | Dominique Géraudel                   |           |                                     |
| mars 2008                                | mai 2020       | Bernadette Goin                      |           | Retraitée salariée du secteur privé |
| mai 2020                                 | en cours       | Bernadette Goin-Demay,               | DVD       | Ancienne cadre                      |

## Population et société

### Démographie
L'évolution du nombre d'habitants est connue à travers les recensements de la population effectués dans la commune depuis 1793. Pour les communes de moins de 10 000 habitants, une enquête de recensement portant sur toute la population est réalisée tous les cinq ans, les populations de référence des années intermédiaires étant quant à elles estimées par interpolation ou extrapolation. Pour la commune, le premier recensement exhaustif entrant dans le cadre du nouveau dispositif a été réalisé en 2008.

En 2022, la commune comptait 1 171 habitants, en évolution de −1,35 % par rapport à 2016 (Cher : −2,48 %, France hors Mayotte : +2,11 %).
| 1793 | 1800 | 1806 | 1821 | 1831 | 1836 | 1841 | 1846 | 1851 |
| ---- | ---- | ---- | ---- | ---- | ---- | ---- | ---- | ---- |
| 531  | 491  | 570  | 490  | 574  | 558  | 758  | 795  | 817  |

| 1856 | 1861 | 1866 | 1872 | 1876 | 1881 | 1886 | 1891 | 1896 |
| ---- | ---- | ---- | ---- | ---- | ---- | ---- | ---- | ---- |
| 626  | 806  | 748  | 907  | 866  | 726  | 733  | 678  | 670  |

| 1901 | 1906 | 1911 | 1921 | 1926 | 1931 | 1936 | 1946 | 1954 |
| ---- | ---- | ---- | ---- | ---- | ---- | ---- | ---- | ---- |
| 662  | 638  | 616  | 536  | 509  | 491  | 495  | 482  | 480  |

| 1962 | 1968 | 1975 | 1982 | 1990 | 1999 | 2006  | 2008  | 2013  |
| ---- | ---- | ---- | ---- | ---- | ---- | ----- | ----- | ----- |
| 473  | 501  | 612  | 807  | 966  | 934  | 1 092 | 1 134 | 1 187 |

| 2018  | 2022  | - | - | - | - | - | - | - |
| ----- | ----- | - | - | - | - | - | - | - |
| 1 191 | 1 171 | - | - | - | - | - | - | - |

### Les services à l'enfance et à la jeunesse

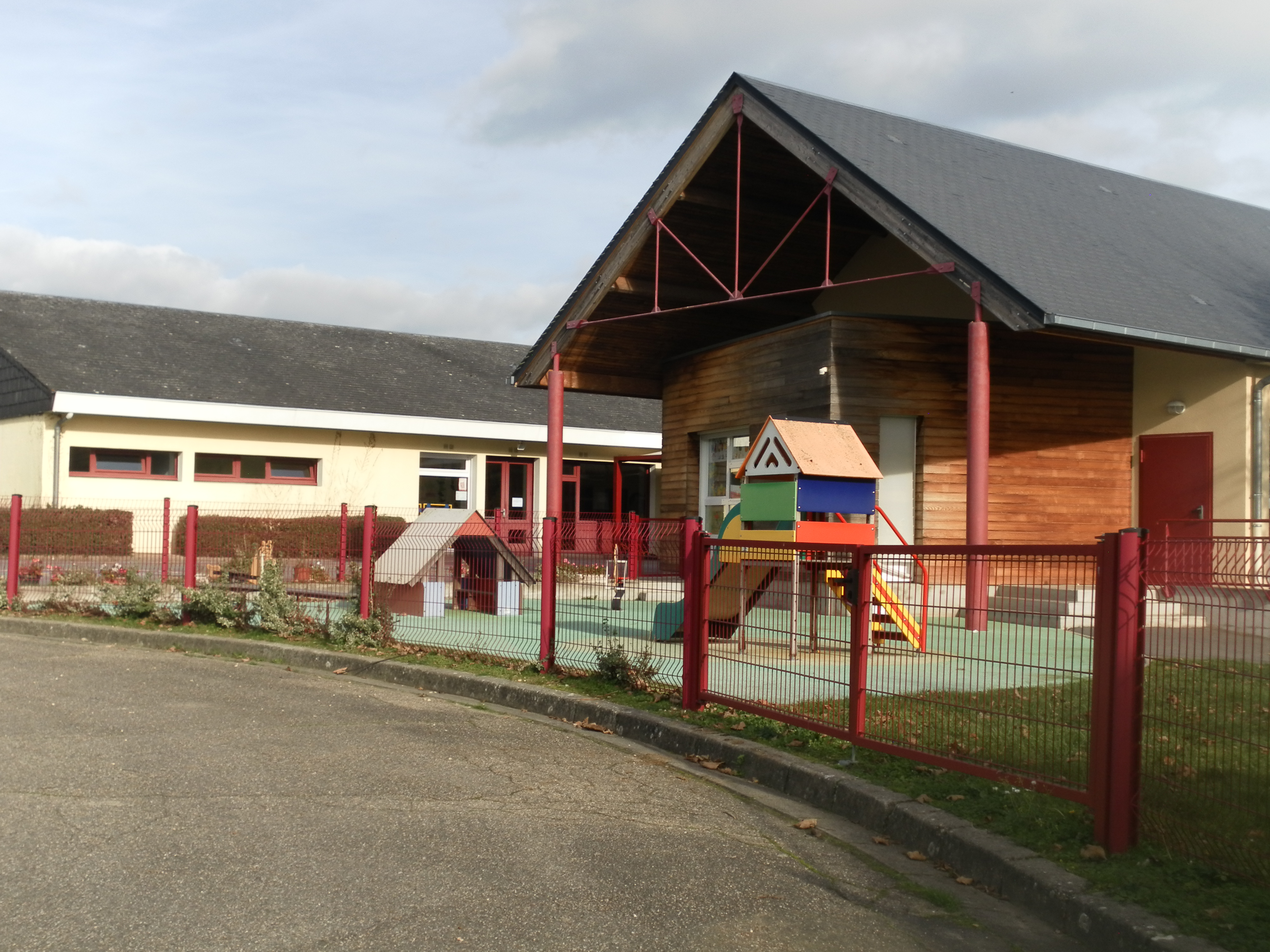
Entrée de l'école de Berry Bouy

- Crèche et halte-garderie : Jardin de pomme d'Api.
- Relais assistance maternelle.
- École maternelle et primaire.
- Bibliothèque.
- L'accueil des loisirs du mercredi.

### Vie associative
Sur la commune de Berry-Bouy, il y a 13 associations:
- Association Combattants Prisonniers de Guerre (ACPG CATN)
- Association Combattants d'Algérie (AFM)
- Association Saint-Aignan Saint-Pierre
- Le Cadre à l'équerre (encadrement)
- Comité de jumelage Berry-Bouy-Marmagne (Cher)-Brampton (Carlisle)
- Découvertes artistiques: organisations de brocantes et marché des produits régionaux.
- École Berryboïcienne : association des parents d'élèves.
- Entente sportive Marmagne-Berry-Bouy
- Fils d'argent: association des aînés
- Gym-loisirs
- Les Jardicuriales[27]
- Société de chasse
- Tennis-Club
- Fédération nationale des anciens combattants d'Afrique du Nord (FNACA)

## Culture locale et patrimoine

### Lieux et monuments
- Chapelle Saint-Aignan
- Colonie pénitentiaire de Fontillet

### Personnalités liées à la commune
- Jean-Baptiste Lubin, homme politique et propriétaire terrien
- Hubert de Lagarde, héros de la résistance
- Belle du Berry, ou de son vrai nom Bénédicte Grimault, chanteuse du groupe Paris Combo